# Mekongfälle

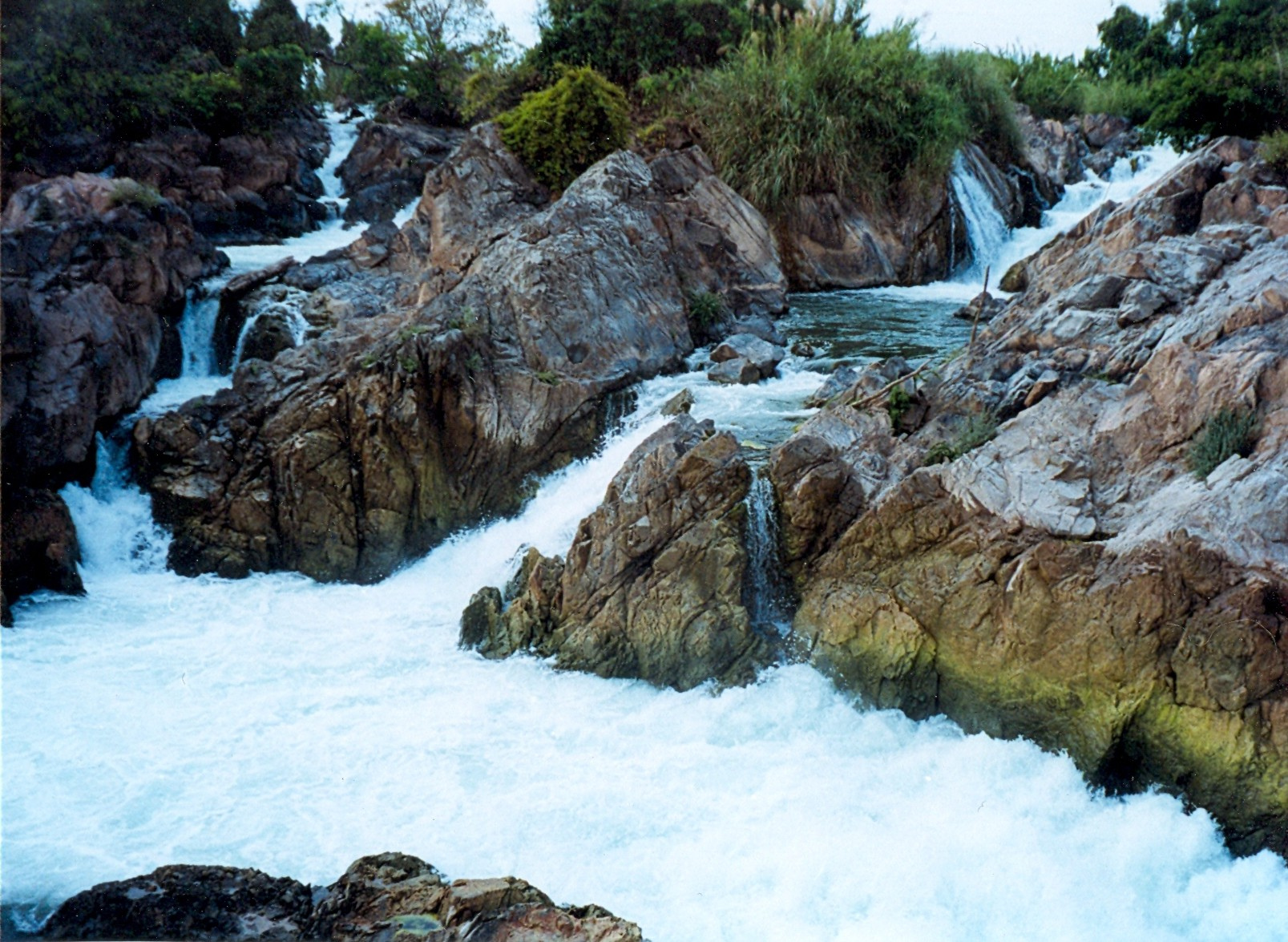
Stromschnellen Tad Somphamit

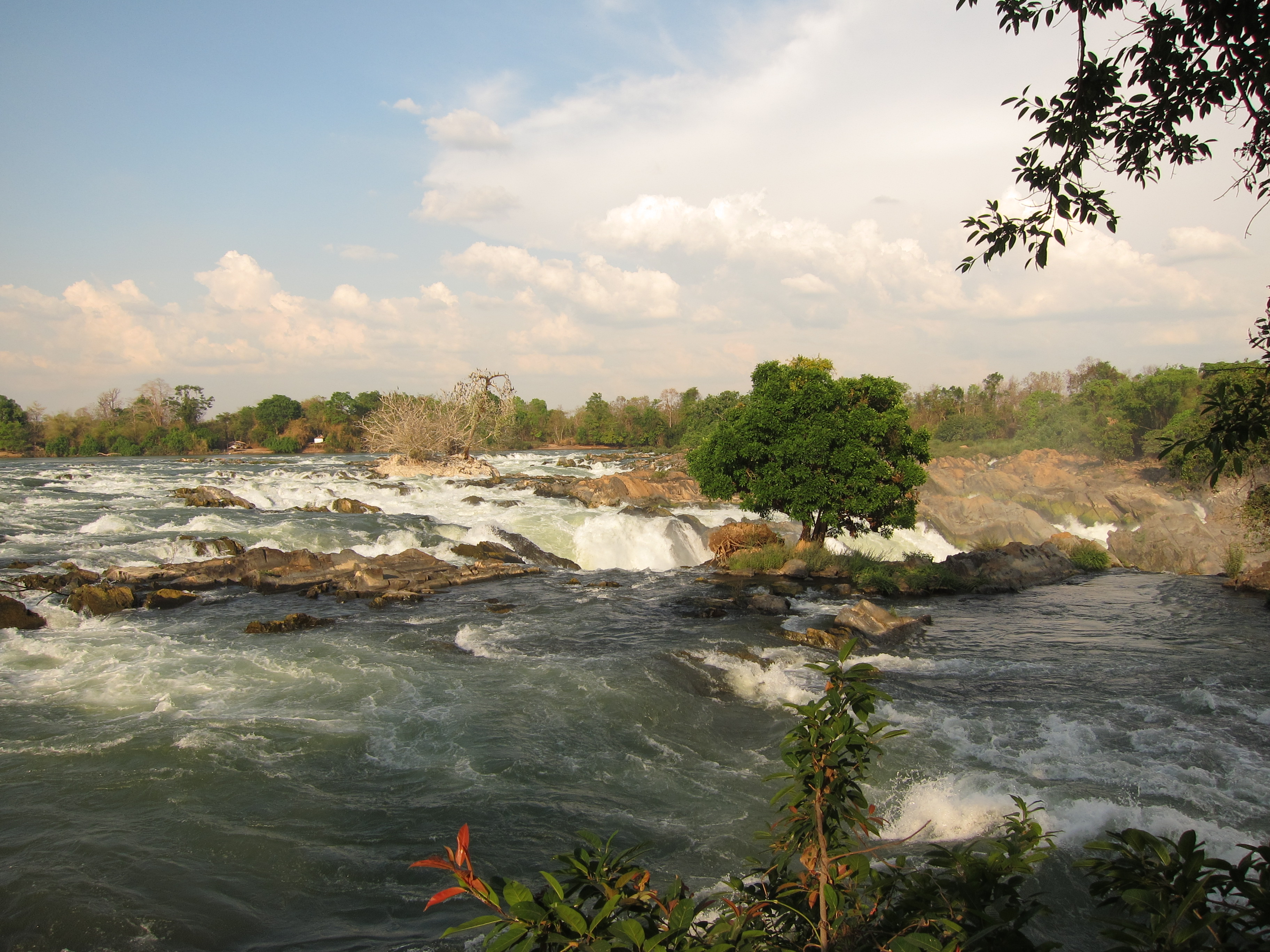
Wasserfall Khon Phapheng

Die Mekongfälle (laotisch: ນ້ຳຕົກຕາດຄອນພະເພັງ Nam Tok Khon Phapheng, deutsch: „Vollmond-Stromschnelle“ französisch Chutes de Khone, englisch Khon Phapheng Waterfalls) sind ein kaskadenartiger Wasserfall des Mekong in der laotischen Provinz Champasak nahe der Grenze zu Kambodscha. Sie liegen südlich des Binnendeltas Si Phan Don (Laotisch: 4.000 Inseln).
Auf einer Breite von mehr als 10 Kilometern fällt der Fluss in Kaskaden über 21 Meter ab. Dabei erreichen die Mekongfälle eine mittlere Abflussmenge von 11.600 m³/s und Maximalwerte von fast 50.000 m³/s. Es gibt zwei parallel verlaufende Hauptkaskaden: Khong Phapheng (Laotisch: Getöse des Mekong am östlichen Flussufer) mit etwa 18 Metern Fallhöhe und Tad Somphamit (auch: Li Phi Fälle am westlichen Flussufer).
Die Mekongfälle sind der breiteste Wasserfall der Erde und der größte Wasserfall Asiens.
Die Mekongfälle sind das Haupthindernis für eine Nutzung des Mekong als Schifffahrtsweg von Vietnam nach China. 1866 endete hier die Expedition der französischen Kolonialoffiziere Francis Garnier und Ernest Doudart de Lagrée, die einen Handelsweg von Vietnam nach China zu finden suchten. Um den Wasserfall zu umgehen, wurde die Bahnstrecke Don Det–Don Khon gebaut.
Koordinaten: 13° 56′ 54″ N, 105° 56′ 27″ O